# Německá literatura pro děti a mládež v Rakousko-Uhersku v druhé polovině 19. století
Německá literatura pro děti a mládež v Rakousko-Uhersku byla již od přelomu 19. století ovlivňována autory sousedního Německa. Výběr a hodnocení dětské literatury ovládaly katolické učitelské spolky a katolické instituce, které samozřejmě odmítaly literaturu z německého protestantského severu a vše nekatolické. Nastolený křesťansko-katolický trend upřednostňoval pro děti a mládež literaturu eticky čistou, morálně nezávadnou a vlasteneckou. Tehdejší autoři psali především o životě a díle habsburského císaře a o císařem vedených válkách či osobnostech, které ho obklopovaly. Velmi podrobně se rozepisovali o obou tureckých obleženích. V dětské literatuře nechyběla nejen glorifikace habsburské císařské rodiny, ale i veškerého k habsburské monarchii loajálního lidu.
Pro literaturu na přelomu století byla typická postava císaře Františka Josefa I. V roli otce spojujícího „všechny jeho národy” se objevuje nejen v románech pro mládež, ale také ve školních učebnicích. V literatuře nechybí ani vštěpovaná poslušnost k císaři, k rakousko-uherským úředníkům a k vysoce postaveným osobnostem. Také rodina v dětských dílech odpovídala tehdejšímu patriarchálnímu principu - přísného otce a jemu podřízené milující matky, která svojí láskou vyvažovala své slabší postavení v rodině. Literatura druhé poloviny 19. století vštěpovala dětem a mládeži národní vlastenectví. Voják táhnoucí do války měl být hrdý na to, že může sloužit svému císaři a obětovat se pro svou vlast a matka vyprovázející do války svého manžela a syny tak měla činit s pocitem, že její muži odchází bránit rodnou hroudu ve jménu císaře.
Dobrodružná literatura pro mládež psala o hrdinech, kteří se po překonání mnoha překážek nakonec dostali šťastně k svému cíli. Kulisu oblíbených historických románů vytvářely historické památky a významné historické osobnosti, výzkumní pracovníci a umělecké osobnosti. Rakouští autoři ve svých dílech pro mládež psali o lidech, kteří byli poslušní, loajální a věrní císařskému domu a samozřejmě vlastenečtí, tak jak to vyžadoval na katolické církvi, úřednictvu a armádě postavený stát císaře Františka Josef I.

## Rakouské školství v 2. pol. 19. století
Dlouho si mohla dovolit knihy jen malá část populace a jen hrstka obyvatel státu uměla číst. Povinná školní docházka zavedená v Rakousko-Uhersku nastolila sice dlouhou cestu k nápravě, ale stát, vláda a úřady si velmi brzy uvědomily, že obsah knih má obrovský vliv na smýšlení a veřejné mínění lidu. Proto bylo ve státním zájmu, aby se psala a vydávala literatura, která takovému cíli sloužila. Autoři učebnic a učitelé si museli být tohoto státního zájmu vždy vědomi.

### Učebnice

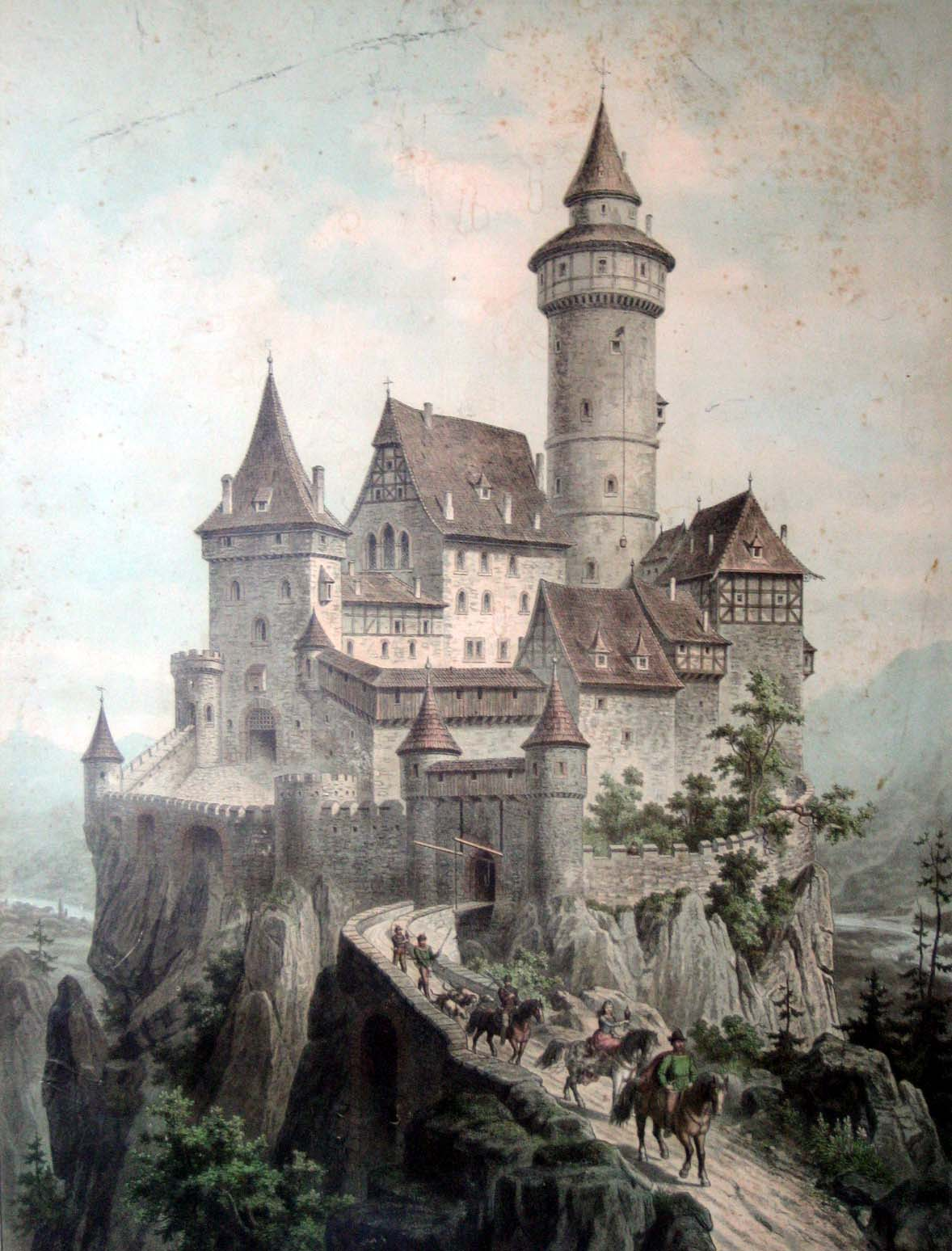
Školní nástěnný obraz: Hrad z 13. století z řady kulturních a dějepisných obrazů Adolfa Lehmanna (Leipziger Schulbildverlag 1880).

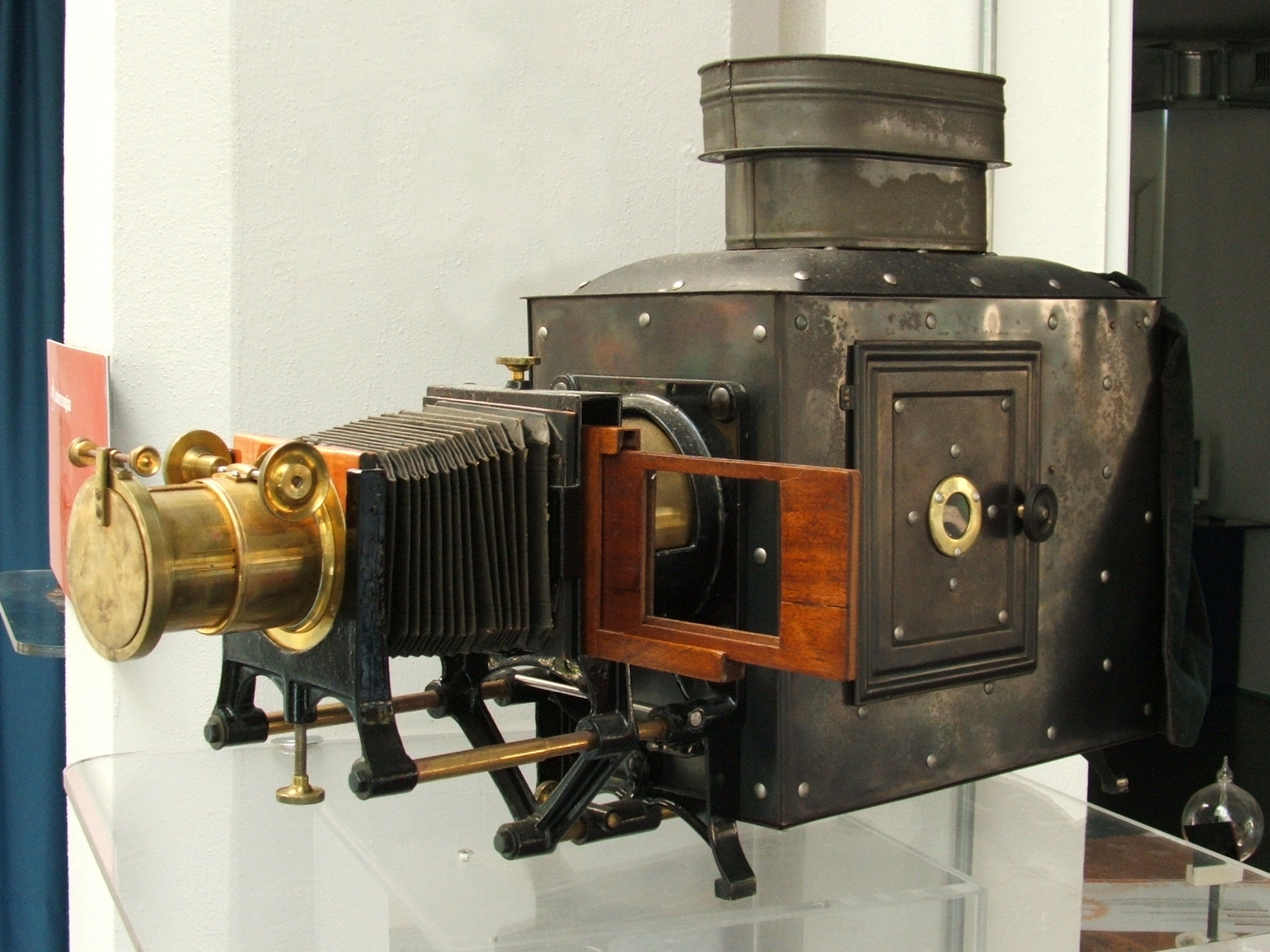
Lanterna magica - diaprojektor z 19. století

Sériová fotografie cválajícího dostihového koně od Eadwearda Muybridge, poprvé zveřejněna v roce 1887 v Philadelphia pod názvem Titel Animal Locomotion. Rozvoj moderních školních pomůcek (diaprojekce, film) v Habsburské monarchii na začátku 19. století zastavila 1. sv. válka.

Od roku 1850 mohlo vydávat učebnice pro gymnázia nejen státní nakladatelství „Wiener Schulbücherverlag”, ale také celá řada privátních. V roce 1869 bylo toto privilegium rozšířeno také na učebnice obecných škol. Výsada vydávání učebnic neměla ale vliv na obsah tištěného textu. Až na učebnice státního školního nakladatelství musely všechny procházet schvalovacím řízením (Approbationsverfahren), které začínalo podanou žádostí u Zemské školní rady (Landesschulrat), ta vypracovala posudek a ministerstvo školství rozhodlo o povolení. Od roku 1878 vycházely jednou ročně seznamy veškeré schválené vzdělávací literatury. Po sjednocení pravopisu a pravopisné reformě v roce 1902 stát ve schvalování učebnic pokračoval a dbal také o to, aby knihy nebyly příliš těžké a tištěné písmo mělo dostatečnou velikost. K politickým a náboženským cílům tak přibyla i hlediska zdravotní.
Tvorbou středoškolských učebnic se zabývali akademičtí vzdělanci a kvalitní učebnice se pak většinou překládaly do ostatních jazyků monarchie. Přibližně od roku 1870 přibývalo ve vzdělávací literatuře ilustrací a k názornému vyučování se začaly ve školách používat nástěnné obrazy (Schulwandbild), jejichž základem se stal Komenského Orbis sensualium pictus. Vysoké kvalitě se těšily obrazy mezinárodně žádaných nakladatelství jako třeba Hölzel, Pichler, Hölder, Tempsky. Brzy k obrazům přibyly i fotografie nebo diapozitivy, k poslechu gramofonové desky a vznikaly první vzdělávací filmy. Narůstajícímu pokroku ve školství zasadila ránu válka.

### Učitelské spolky
Učitelé obecných škol založili v roce 1863 spolek „Die Volksschule“ a další učitelské spolky následovaly po roce 1867 jako například „Oberösterreichischer Lehrerverein“, „Grazer Lehrerverein“ a další. Dále přibývaly spolky středoškolských pedagogů a v 90. letech 19. století začaly spolkovou činnost ovlivňovat masové politické strany. Mnohé podporovala Sozialdemokratische Arbeiterpartei. V roce 1893 se konstituoval katolický svaz učitelů „Katholische Lehrerbund für Österreich“, v roce 1896 sociálně demokratický „Central-Verein der Wiener Lehrerschaft” a v roce 1899 uvedl do života vídeňský starosta Lueger rakouský křesťanský spolek učitelů a přátel školy „Verein der Lehrer und Schulfreunde Österreichs“.
Středoškolští profesoři organizovali od roku 1888 pravidelné německo-rakouské středoškolské dny (Erste deutsch-österreichische Mittelschultag 1888) a vydávali časopis „Zeitschrift für Vereinsnachrichten”. Na severu Čech založili sudetští Němci „Verein deutscher Mittelschullehrer in Nordböhmen“ se svým nacionálně laděným časopisem (1902) „Mitteilungen des Vereines deutscher Mittelschullehrer in Nordböhmen“. Jednotě učitelských spolků měla napomoci ústřední organizace „Reichsverband der österreichischen Mittelschulvereine“. V roce 1905 se v Brně spojilo do svazu 22 učitelských spolků všech osmi národností západní poloviny rakousko-uherské říše.

### Státní představa o výchově a vzdělání
Říšský školský zákon (Reichsvolkschulgesetz) z 14. května 1869 ovlivnil rakouské školství na dalších sto let. Školní docházka byla z šesti let prodloužena na osm. Školy nadále financovaly obce a navštěvovaly je děti bez rozdílu pohlaví a náboženského vyznání. Mimo náboženství se na školách vyučoval jazyk, matematika, přírodopis, zeměpis, dějepis (zvláště habsburské monarchie), psaní, geometrie, zpěv, tělesná výchova (nejprve jen pro chlapce) a děvčata se vzdělávala v ručních pracích a domácím hospodářství. Učitelské povolání se stalo státní službou a jejich vzdělání zajišťovaly čtyřleté pedagogické ústavy. I když venkovské obyvatelstvo a proletariát zaujmulo k novým reformám negativní postoj (jelikož je nové zákony připravovaly o dětskou pracovní sílu), přesto stoupl počet žáků mezi lety 1870 a 1890 skoro o 200 000.
Po novelizaci školského zákona v roce 1883 se mohli správci škol stát pouze učitelé a to s náboženským vyznáním nadpoloviční většiny žáků na škole. To se samozřejmě nezamlouvalo katolické církvi a snažila se o protiproud skrze katolické učitelské spolky a privátní školství. V roce 1886 založila „Katholische Schulverein“, který spravoval v prvních 25 letech 22 školských zařízení od mateřských škol až po učitelské ústavy. V roce 1905 stát stanovil pro obecné a občanské školy všeobecný školní řád „Schul- und Unterrichtsordnung für allgemeine Volksschulen und für die Bürgerschulen“. Škola měla vychovávat k úctě k Bohu, císaři a státu, vštěpovat lásku k lidu a vlasti, učit toleranci, pomoci bližnímu, povinnosti a čestnosti, šetrnosti, poslušnosti, pracovitosti a píli, pořádku a čistotě, ale také vést k radosti a k potěšení z přírody.

## Historie literatury pro děti a mládež

### Německo

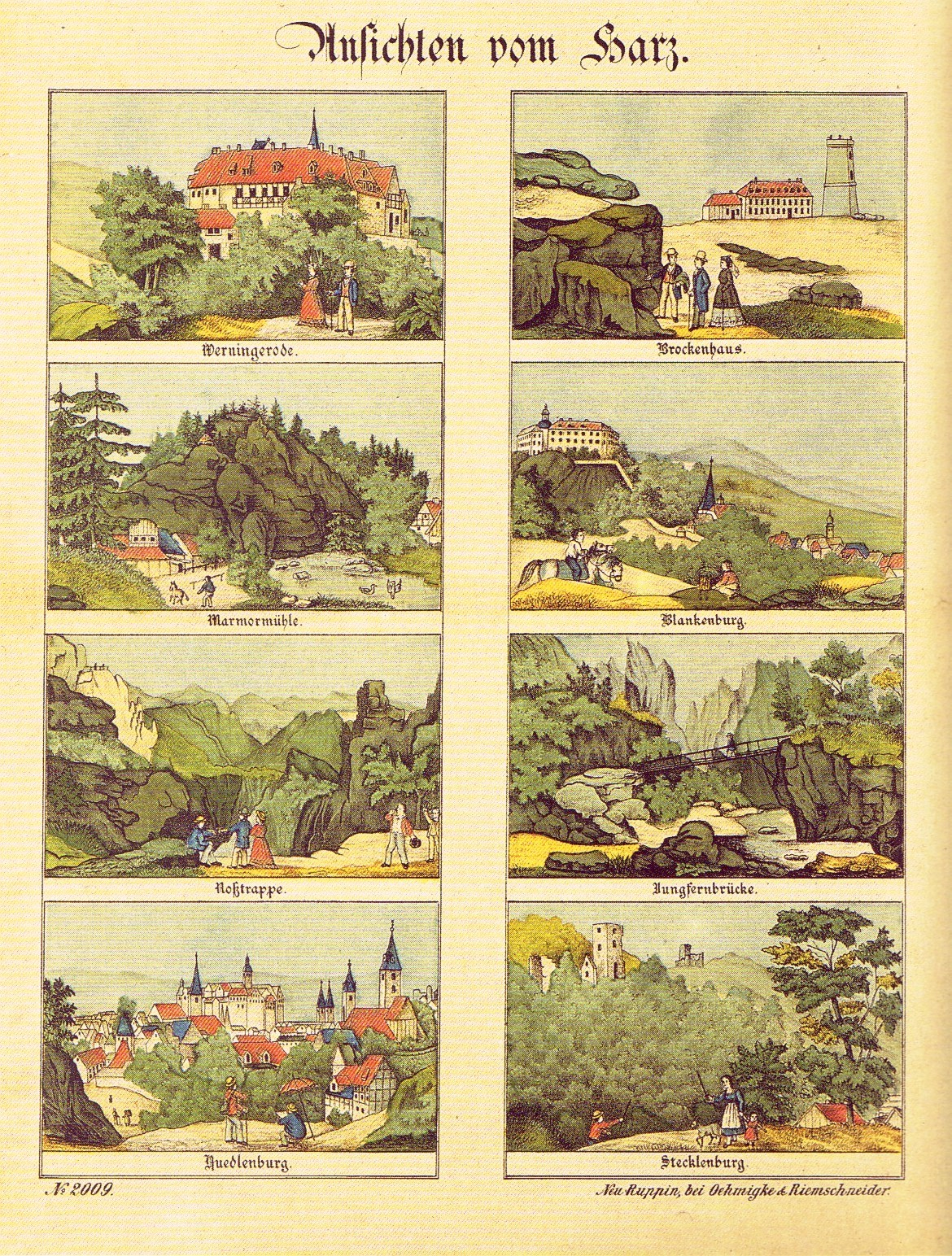
Neuruppiner Bilderbogen (Kolorovaný plakát z tiskařství ve městě Neuruppin)

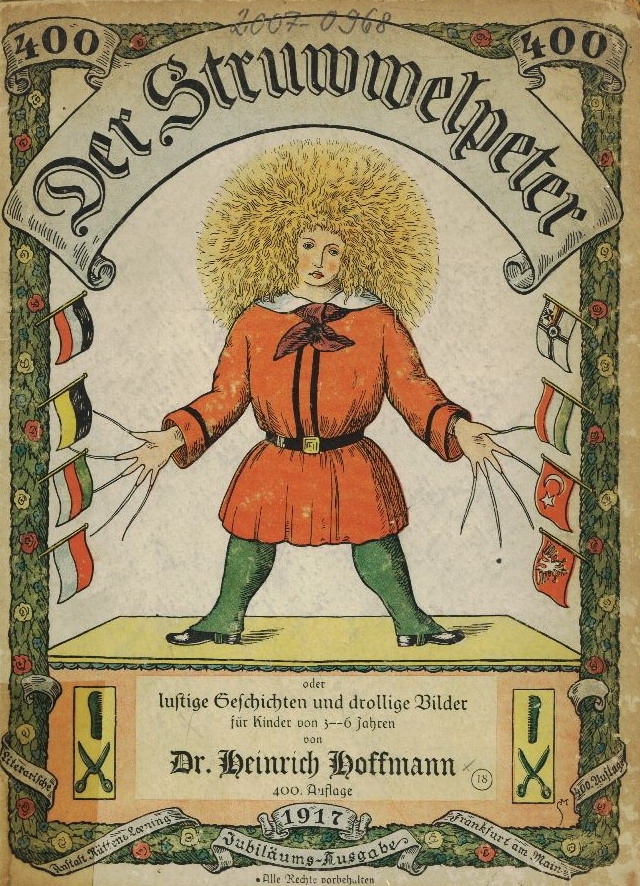
Heinrich Hoffmann: Der Struwwelpeter (Střapatý Petr). První kniha napsaná speciálně pro malé děti. Všech 11 povídek má společného jmenovatele - strach. Kniha byla přeložena do více než 35 jazyků.

V 16. století si autoři dětské literatury oblíbili bajky a báje, podle vzoru starověkého Řecka. K rozvoji dětské literatury přispěl Martin Luther. Jeho dílo „Kleine Katechismus“ se stalo nejen domácí četbou, ale i učebnicí na protestantských farních školách. Luther přeložil také bibli do němčiny, opatřil ji obrázky a pro děti doplnil biblickými příběhy. Dospívající mládeži 16. a 17. století se nabízely historické a cestovatelské romány. Jedinou literaturou mladších žáků se na dlouhou dobu staly slabikáře (ABC Buch). V polovině 17. století ovlivnil pedagogiku a evropskou dětskou literaturu jihomoravský protestantský bratr Jan Amos Komenský. Ve svém díle Orbis pictus seznamoval děti nejen s celým vesmírem, Bohem, nebem, zemí, s každodenními situacemi, ale také zábavnou formou s latinou. Jeho princip výuky je používán dodnes.
Na přelomu 18. a 19. století se na knižním trhu začaly objevovat sbírky lidových písní, pohádek a pověstí autorů jako byli Bratři Grimmové, Clemens Brentano, Achim von Arnim. S fenoménem uměle vytvořených pohádek přišli němečtí autoři E. T. A. Hoffmann, Wilhelm Hauff, Hans Christian Andersen, Gustav Schwab. V 70. letech 19. století se začaly šířit bohatýrské pověsti (Heldensagen), které odstartovaly historickou beletrii a tvorbu dějepisných učebnic. V německy mluvícím prostředí se rozmohly dívčí romány (Mädchenbuch), kterými se především faráři obraceli na dívky z měšťanské střední vrstvy (1802 Johann Ludwig Ewald: „Die Kunst, ein gutes Mädchen, eine gute Gattin, Mutter und Hausfrau zu werden”). Velmi oblíbené byly též ručně kolorované plakáty (Bilderbogen). Po celé Evropě je tisklo kolem 300 tiskáren, například v Německu ve městech Neuruppin, Augsburg, Nürnberg, München atd. Na nejvyšší příčce tehdejší dětské literatury stála velmi populární kniha Heinricha Hoffmanna „Struwwelpeter“ (Střapatý Petr).
Kalendáře (Volkskalender) se staly oblíbenou lidovou literaturou. Na způsob kalendářů psal Johann Peter Hebel a jeho příběhy si našly místo především ve školních čítankách všech věkových kategorií. Zábavnou biedermeierskou literaturu pro děti a mládež psal katolický farář Christoph Schmid, který obdržel za svou literární činnost od Univerzity v Praze čestný doktorát. Ve 2. polovině 19. století získaly na popularitě dobrodružné příběhy nebo příběhy z dalekých zemí či z dávných dob. Zvláště produktivní byli v této kategorii autoři Gustav Nieritz, W. O. von Horn, Franz Hoffmann a Karl May. Německou dobrodružnou literaturu ovlivnili zahraniční autoři jako Mark Twain se svým Tomem Sawyerem a Huckleberry Finnem, v roce 1897 vyšel v německém jazyce Ostrov pokladů Roberta Louise Stevensona a Jules Verne, jež je považován za jednoho ze zakladatelů žánru sci-fi. V poslední čtvrtině 19. století se místem dobrodružných příběhů stala Afrika. Žádný z tehdejších německých autorů neovlivnil svými příběhy tehdejší mladé čtenáře tak jako August Niemann svou knihou „Pieter Maritz, der Buernsohn von Transvaal“.
Kolem roku 1870 se autoři zaměřovali mimo dobrodružných knih též na dívčí romány a historickou literaturu. Pro dívky psaly především ženy z vyšší střední třídy jako třeba Ottilie Wildermuth. Příběh malé Heidi švýcarské spisovatelky Johanna Spyri znají i čtenáři 21. století. Proměnou procházely i hlavní postavy dívčích románů. Nyní to byly řady dívčích románů jako Backfische, Komtesschen, Trotzköpfe und Nesthäkchen, nazývané podle knihy Der Trotzkopf od Emmy von Rhoden, „Nesthäkchen und ihre Puppen” od Else Ury nebo „Backfischchens Leiden und Freuden“ spisovatelky Clementine Helm. Národní a historické sebevědomí posilovaly až téměř nacionalisticky psaná díla jako „Deutsche Treue, welsche Tücke“ (od Oskar Höcker) nebo „Kaiser, König und Papst“ (od Richard Roth). Na literaturu, ve které vystupovali Francouzi nebo Slované v roli nepřátel, se specializovalo nakladatelství Josefa Scholze v Mohuči nebo J. P. Bachema v Kolíně nad Rýnem. Německá literatura mířila více na moderní dějiny, nacionální povědomí a bojeschopnost. V Habsburské monarchii se autoři rozepisovali o dějinách habsburského rodu, měst, vesnic a regionů a oslavovali císaře.

### Rakousko-Uhersko

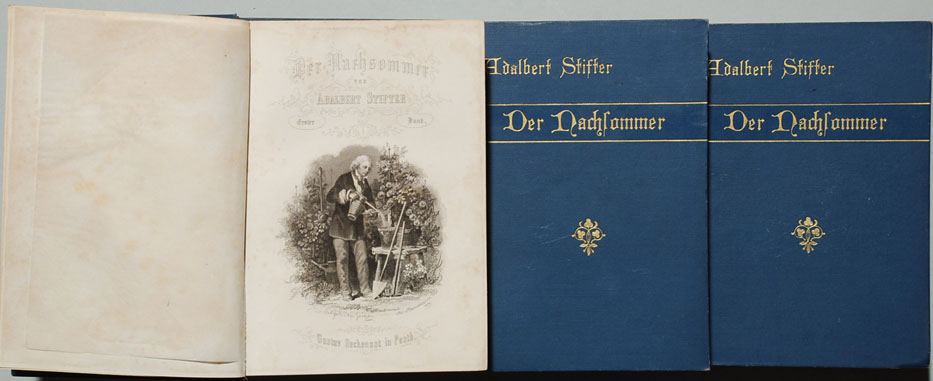
Román pro mládež „Der Nachsommer” (Pozdní léto) od Adalbert Stifter, první vydání z roku 1857

V habsburské monarchii se výchovná a vzdělávací literatura v období josefínské reformace vyvíjela ve zcela jiných intencích než v protestantském Německu. Významnou roli zde sehráli němečtí přistěhovalci, například spisovatel Karl Christian André, Johanna Michaela Armbruster nebo protestantský spisovatel Jacob Glatz. Mnoho rakouských literátů se formovalo z řad učitelů navazujících na francouzskou vzdělávací literaturu. Leopold Chimani byl jedním z nejčtenější autorů své doby. Francouzská tvorba ovlivnila především autorky dívčí literatury jako byla Antonie Wutka a její „Enzyklopädie für die weibliche Jugend” (1802), Barbara Netuschil s knihami „Aphorismen für Mädchen“ (1817), „Philippine und ihre Hofmeisterin“ (1819) a „Gabriele oder die gute Tochter“ (1831). Zrovna tak rakouské autory ovlivnila i anglická literární tvorba. Robinson Crusoe Daniela Defoa se stal inspirací pro mnohá dobrodružná vyprávění jako například u Leopolda Chimaniho „Die Schiffbrüchigen unter den Wilden auf Newfoundland: Eine lehrreiche und unterhaltende Geschichte für Kinder“.
Na česko-moravském území se literatuře pro děti a mládež věnoval Charles Sealsfield, Adalbert Stifter se svou sbírkou novel pro děti „Bunte Steine“ (1853), Marie Ebner Eschenbach s oblíbenými povídkami „Dorf- und Schlossgeschichten“ (1883). Theodor Vernaleken se proslavil sbírkou pohádek „Kinder- und Hausmärchen dem Volke treu nacherzählt: Aus Österreich, Böhmen und Mähren“ (1864). Franz Karl Ginzkey oslovil dětskou populaci knihou „Hatschi Bratschis Luftballon“. Auguste Groner psala romány a novely pro mládež. Spisovatel Leo Smolle se zaměřoval na patriotickou biografii („Prinz Eugen und seine Schützlinge“) a v Budapešti narozený Felix Salten je dodnes známý svým zvířecím románem „Bambi“. Pacifisticky zaměřená tvorba nebyla příliš rozšířená. Přepracovaný román „Die Waffen nieder“ od Berthy von Suttner vyšel v habsburské monarchii pod názvem „Marthas Tagebuch“ a Arthur Müller vydal knihu pro mládež „Pacifistische Jugendbuch. Ein Ratgeber für Eltern und Erzieher“. Naopak vojensky zaměřený časopis pro mládež „Mein Österreich!“ líčil pravidelně politickou situaci na Balkáně.

## Dějiny v literatuře pro děti a mládež
Historické náměty dominovaly v rakouské literatuře pro děti a mládež o mnoho více než v jiných evropských státech. V historické literatuře pak převládalo zobrazování významných osobností. V Praze vyšla v roce 1888 čítanka od autorů Michael Binstorfer, Heinrich Deinhardt a Asmus Christian Jessen: „Unterhaltendes und Belehrendes für Kinder von 6 bis 8 Jahren“ s příběhy: „Kaiser Max auf der Martinswand”, „Adalbert von Babenberg”, „Wie der Babenberger Leopold Markgraf der Ostmark wurde”, „Von Leopold III. dem Heiligen” či „Die Bruderliebe zweier Habsburger”. Nejvíce literárně zobrazovanými osobnostmi byli: prinz Evžen Savojský, Andreas Hofer a císař František Josef I. Vedle těchto tří oblíbených postav to pak byl také polní maršál Radetzky, admirál Tegetthoff a arcivévoda Karel.
- Leopold Chimani: „Ehren- und Sittenspiegel aus der alten und neuen Geschichte, in Lebensbeschreibungen und Charakterzügen großer und tugendhafter Männer“ a „Biographien berühmter und verdienter Männer aller Zeiten und Nationen“
- Joseph Alois Moshamer: „Die allgemeine Weltgeschichte“
- Theodor Vernaleken: „Kinder- und Hausmärchen dem Volke treu nacherzählt: Aus Österreich, Böhmen und Mähren”, „Alpensagen“, „Mythen und Bräuche des Volkes in Österreich“
- Franz Isidor Proschko: „Die Höllenmaschine. Historischer Roman aus der französischen Consular- und Kaiserzeit”, „Geschichte und Sage aus Mähren”, „Maria Theresia”

## Doporučení (Empfehlungsschriften)
Na přelomu 19. a 20. století hrála v rakouské literatuře pro děti a mládež nezastupitelnou roli tzv. „kladná doporučení” (recenze), která odrážela požadavky státu na výchovnou literaturu a pro pedagogy a rodiče byla přímo nepostradatelná. Mezi nejobsáhlejší doporučující sborníky patří „Die Großmacht der Jugend- und Volksliteratur“ a „Die deutsch-österreichische Jugendliteratur“.

### Die Großmacht der Jugend- und Volksliteratur
Dvanáctisvazkové dílo augustiniána Engelberta Fischera (1845 - 1923), začínající rokem 1877 a končící v roce 1886, je obsáhlým přehledem tehdejší literatury pro mládež. Hned v úvodu Fischer sděluje, že dílo sestavil speciálně pro rakouské účely a stěžuje si, že v Rakousku je málo významných spisovatelů pro mládež, mnoho knih pochází ze zahraničí, což v každém vlastenci musí zákonitě vzbuzovat rozhořčení.
Schmidt Ferdinand: Von Rheinsberg bis Königgrätz. Preußens Krieg gegen Oesterreich und seine Verbündeten im Jahre 1866. Berlin 1873.

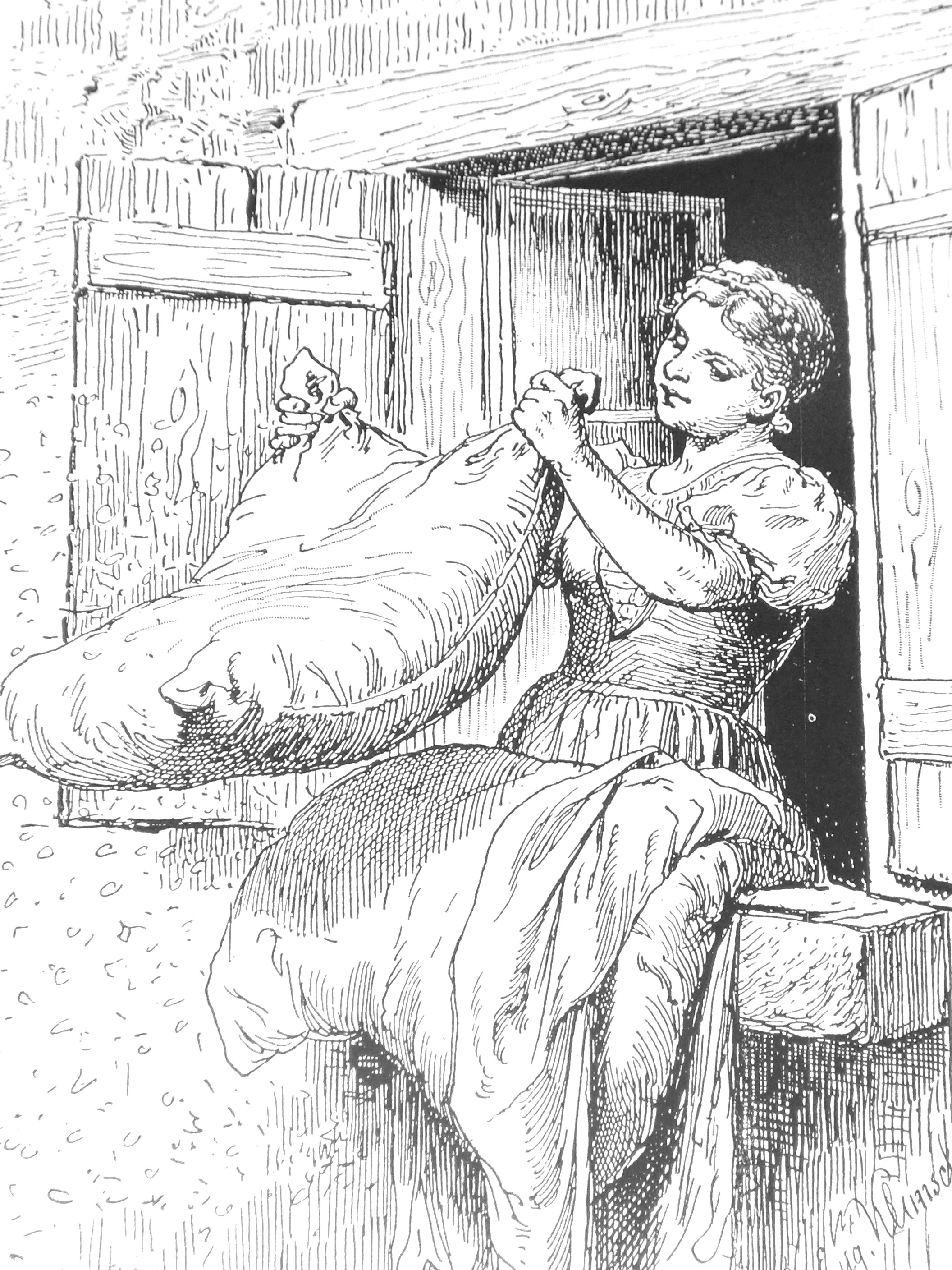
Frau Holle - pohádková postava Bratří Grimmů (do češtiny přeložená jako paní Zima a na Slovensku Perinbaba)

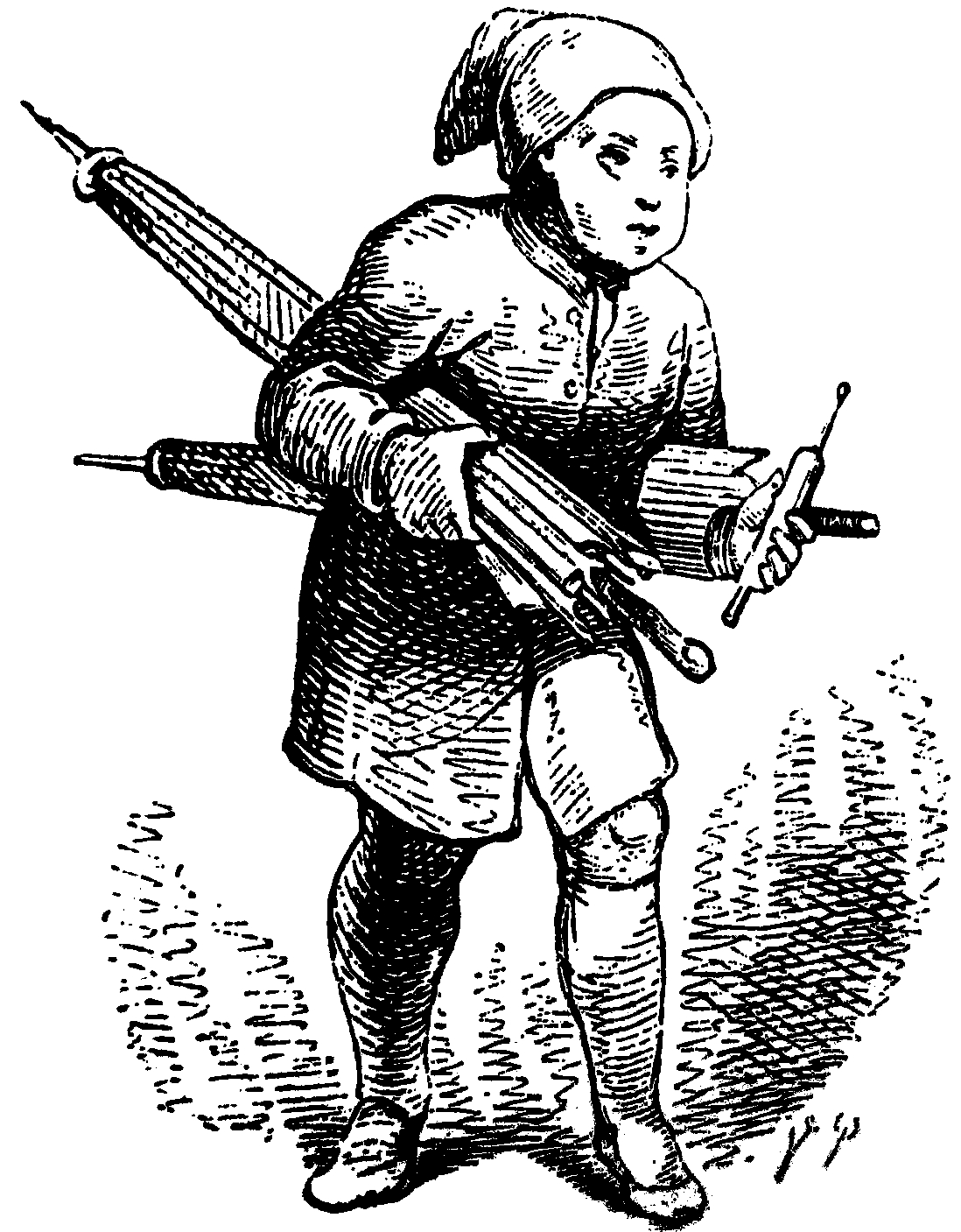
Vilhelm Pedersen: Ole Lukøje (Ole zavírač očí), ilustrace k pohádce Hanse Christiana Andersena. Mytická pohádková postava Sandmann navštěvuje pravidelně děti před spaním a sype jim písek do očí, aby mohly v noci snít

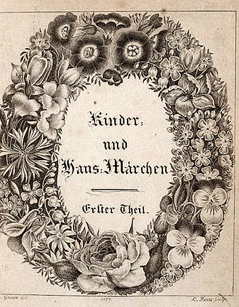
Kinder- und Hausmärchen Bratří Grimmů, ilustrovaná titulní strana druhého vydání z roku 1819. Pohádky vycházející z lidové slovesnosti (jako Bratři Grimmové) psal v Rakousko-Uhersku Theodor Vernaleken

„Die Habsburger brachten den dreißigjährigen Krieg über Deutschland, um ihre Hausmacht zu festigen.“ „Dem Kaiser von Oesterreich, der in sicherer Ferne die Ergebnisse der Schlacht abwartete, diesen Fürsten, den sein Hochmuth, das Haupterbe seiner Ahnen – verleitet hatte, […]“
Překlad: „Habsburkové rozpoutali třicetiletou válku s Německem, aby upevnili moc dynastie.“ „Rakouského císaře, který na výsledek bitvy vyčkával v bezpečné vzdálenosti, k tomu vedla pýcha, základní rodová vlastnost jeho předků, […]“

Fischer ve své recenzi Schmidta kritizuje za intoleranci k sousedním dynastiím a jeho dílo odsoudil. Podivuje se, že takové knihy jsou vůbec do země v tak velkém množství dováženy.
Příklad recenze z „Die Großmacht der Jugend- und Volksliteratur”,  

### Die deutsch-österreichische Jugendliteratur
Autory jsou Konrad Moißl (ředitel občanské školy) a Ferdinand Krautstengl (učitel obecné školy). Ve svém díle se zaměřují na zřizování školních knihoven, popisují knihovny založené učiteli, středoškolskými profesory, učitelskými spolky a sběrateli. Zároveň díla v těchto knihovnách hodnotí. Doporučenou literaturu označují hvězdičkou. Sborník vyšel ve dvou dílech.
Příklad: Ambros Bücherei - doporučené knihy
| Autor               | Titul                                      | Doporučení            |
| ------------------- | ------------------------------------------ | --------------------- |
| Schlegel B.         | Erzählungen                                | rakousky patriotická  |
| Meixner August      | 7 Erzählungen                              | patriotická           |
| Neidhardt Ferdinand | Segen ist der Mühe Preis                   | vysoká morální úroveň |
| Appelt Wilhelm      | Des Kaisers Empfang und andere Erzählungen | patriotická           |
| Neidhardt Ferdinand | Ein Liederfürst (Schubert)                 | posilující charakter  |

Příklad: Ambros Bücherei - nedoporučené knihy
| Autor               | Titul                                       | Kritika                                      |
| ------------------- | ------------------------------------------- | -------------------------------------------- |
| Kriesch Auguste     | 7 povídek, např. „Die Großtante“            | chamtivost, sobeckost                        |
| Stökl Helene        | Roberts Erlebnisse                          | dráždivá, bez výchovného cíle                |
| Möbius Hermine      | Wohltun bringt Segen und andere Erzählungen | špatný motiv pro pouť ("Modlení za prasata") |
| Neidhardt Ferdinand | Kunterbunt – 9 Erzählungen                  | násilnická historie                          |

### Wiener Volksbildungsverein
Wiener Volksbildungsverein pověřil v roce 1903 ženský výbor (Frauenkomitee des Wiener Volksbildungsverein) sestavením katalogu literatury pro mládež, v kterém se měl výbor držet etnických zásad, vyvarovat se homosexuálním prvkům a odkázal na výsledky průzkumu německých výborů. Proto hodnocení a výběr literatury se také orientuje na literaturu německé říše. Seznamy s doporučením byly rozděleny podle věku dětí. Autoři pocházeli především z Německa.

### Wegweiser durch die Jugendschriften-Literatur des Katholischen Lehrerbundes Österreichs
Svaz katolických učitelů (Katholische Lehrerverband) si stěžoval, že mládeži v monarchii jsou ke čtení předkládáni protestantští spisovatelé a vydavatelé. Pozornost měla být podle svazu zaměřena především na katolické knihy a sborník s doporučením měl splňovat potřeby zejména „rakouského mládí”. Také podtrhl, že není třeba udržovat pruské vlastenectví. Ve školních knihovnách se proto měly objevit příběhy z dějin církve a jejich svatých, historické příběhy a cestovatelská literatura. Jednotlivá díla katalog hodnotí: s jednou hvězdičkou doporučuje, s dvěma hvězdičkami docela doporučuje, se třemi hvězdičkami vysoce doporučuje, s jednou nulou nedoporučuje, dvě nuly znamenaly oficiální zákaz a písmenem „M” byla ohodnocena díla zvláště vhodná pro dívky.

### Verlag der Wiener Volksbuchhandlung
Ignaz Brand založil v roce 1894 pro formující se dělnické hnutí nakladatelství „Erste Wiener Volksbuchhandlung”. Mezi publikovanými autory se objevují sociální demokraté Wilhelm Ellenbogen, Karl Kautsky, Karl Renner, Otto Bauer, Julius Deutsch atd. Nakladatelství vydávalo také katalogy, kalendáře, protokoly ze sjezdů strany nebo zprávy o činnosti poslanců sociální demokracie. Proletářská literatura zaměřená na děti a mládež nedisponovala v monarchii mnoha díly. Vydávanými a doporučovanými autory byli: Emma Adler, Adelheid Popp, Anton Afritsch, Ferdinand Hanusch nebo Otto Felix Kanitz.

### Kontrola školních knihoven
Stát převzal dohled jednak nad organizací školních knihoven, ale také nad obsahem jejího knižního fondu. Mimo doporučení literatury pro děti a mládež, která byla vydávána ve sbornících a katalozích, provádělo ministerstvo na školách plošné kontroly knihovních fondů. Ve školním a vyučovacím řádu z roku 1870 byly školní knihovny zařazeny do učebních pomůcek. Následujícího roku 1871 vešel v platnost výnos ministerstva školství o školních (žákovských i učitelských) knihovnách. Poskytoval přesné pokyny například „o zápisu knih do knihovního seznamu, jejich označování razítkem, ukládání do zamykatelných skříní, půjčování, prodávání a podobně”.
První kontrola probíhala od léta 1875. V červenci ministerstvo přikázalo odstranit „všechny knihy, kteréž by oddanost k Nejvyšší dynastii, patriotický cit aneb vážnost ke vlasteneckým zřízením urážely“. Za provedení kontroly zodpovídali učitelé. Jejich povinností bylo knihu před zařazením do knihovny přečíst, posoudit a pokud knihu shledali nezávadnou, stvrdili své rozhodnutí podpisem do seznamu knižního fondu. Samozřejmě museli provést i zpětnou kontrolu už zařazených sbírek. Kniha se závadným obsahem musela být nejen odstraněna, ale učitel o takové knize podával zprávu okresnímu školnímu inspektorovi, ten příslušné okresní školní radě, „aby mohla přikročiti k dalšímu úřednímu jednání proti učitelstvu vinu toho nesoucímu“.
V roce 1883 vydalo ministerstvo školství další výnos, kterým připomínalo, že nařízení z roku 1875 je stále platné. Dne 16. prosince 1885 reagovalo dalším výnosem:
„Opětovaně se stalo, že v knihovnách žáků na obecných a středních školách nalezly se knihy, kteréž po obsahu svému účeli vzdělávání a vychovávání mládeže nejen přiměřeny nebyly, nýbrž přímo jako škodlivé označiti se musily.“
Výnos ministerstva záležitostí duchovních a vyučování

Učitelé znovu vylučovali všechny knihy, které neodpovídaly po stránce vlastenecké, náboženské nebo mravní. Za kontrolu tentokrát zodpovídali osobně ředitelé a správci škol a kontrola musela být dokončena i s informováním okresních úřadů do 1. května 1886. Zemská školní rada následně podávala ministerstvu školství závěrečnou zprávu a to nejpozději do 1. července 1886. Vzhledem k tomu, že v posuzování knih se začaly objevovat značné rozdíly, vydalo ministerstvo 12. prosince 1886 výnos pro posuzování sporných knih. Během 1. světové války vyšel ještě výnos z 9. října 1915. Tentokrát ministerstvo nařídilo okamžité odstranění všech knih, které nevyhovovaly „po stránce státoobčanské nebo mravně náboženské“. Naopak měli učitelé do knihoven opatřit literaturu, která by v dětech „budila a rozohňovala” lásku k habsburské dynastii a ke společné rakouské vlasti.

## Autoři a vybraná díla
Auguste Groner a Robert Niedergesäß představují autory habsburské monarchie tvořící v žánru dobrodružné literatury. Hermine Proschko je představitelkou historické literatury, Adelheid Popp zastupuje tvorbu sociálně-demokratickou a učebnice Dr. Tupetze dotváří představu o výuce dějepisu na chlapecké měšťanské škole. Mezi známé německé autory patří Wilhelm Busch (Max und Moritz), Emy von Rhoden (Der Trotzkopf, eine Erzählung für junge Mädchen), Else Ury (Nesthäkchen-Reihe), Karl May a mnoho dalších. Prominentní rakouskou dětskou literaturu zastupují autoři jako Charles Sealsfield, Adalbert Stifter, Marie von Ebner-Eschenbach, Berta von Suttner, Ferenc Molnár, Franz Karl Ginzkey (Hatschi Bratschis Luftballon) a Felix Salten. Německá literatura pro děti a mládež zabírala širší část knižního trhu než rakouská a je jí i na současném vědeckém poli věnována mnohem větší pozornost. Zejména dětským autorům jako byl Joachim Heinrich Campe, Heinrich Hoffmann, Wilhelm Busch nebo Waldemar Bonsels. V zapomenutí upadli autoři rakouské dětské literatury: Hermynia zur Mühlen (Das Schloß der Wahrheit), Béla Balázs (Der heilige Räuber und andere Märchen, Der Sieger. Das Märchen vom Bären, vom Wolf und vom schlauen Fuchs), Friedrich Rosenfeld nebo ilustrátorka Ida Bohatta.

### Auguste Groner
Auguste Groner se narodila v roce 1850 ve Vídni jako dcera účetního Auguste Kopallik. Navštěvovala školu výtvarného umění (Malschule) a ústav pro vzdělávání učitelů (Lehrerinnenbildungsanstalt). Od roku 1876 zahájila svou učitelskou kariéru na základní škole ve Vídni. Provdala se za historika Richarda Gronera. Zemřela ve Vídni v roce 1929. Za literaturu pro děti a mládež získala několik ocenění. Psala také pod pseudonymy: Olaf Björnson, A. von der Paura, M. Regora, Metis. Je považována za první spisovatelku rakouské detektivní literatury a vynálezkyni prvních německy psaných detektivních řad. Kromě detektivek psala zajímavé příběhy pro mládež a knihy o domovině a vlasti (Geschichten aus Alt-Wien, Erzählungen und Sagen aus Österreich). V encyklopedii německé literatury (Deutsches Literatur-Lexikon) je uvedeno 35 děl a z toho 11 věnovala dětské literatuře.
- Im Strome der Zeiten
- Aus grauer Vorzeit

Sbírka povídek „Im Strome der Zeiten” obsahuje povídky „Freund und Feind zugleich“ (Přítel a nepřítel současně) o boji mezi Římany a Kvády, „Cunalds Becher“ (Kunaldův pohár) o vpádech Maďarů do Ostmarky, povídka „Die Rache ist des Herrn“ (Pomsta patří pánovi) se odehrává v době Jindřicha Jasomirgotta, „Furchtlos und treu“ (Bez bázně a věrný) líčí podvod, vraždu, únos dítěte a krádež, dále jsou to povídky ze studentského života staré Vídně či o rakouském vynálezci atd. Historický román „Aus grauer Vorzeit” se odehrává v době, kdy žily germánské kmeny v kůlových obydlích. Obrázek muže s bílým plnovousem před prehistorickým obydlím na titulní stránce navozuje mystickou atmosféru historického románu.

### Robert Niedergesäß
Vypravěč Robert Niedergesäß se narodil v roce 1829 v obci Fuchsmühl v pruském Slezsku a zemřel 1887 v obci Treitl u Edlitz v Dolním Rakousku. V roce 1861 založil soukromou základní školu ve Vídni a v roce 1870 a byl povýšen na ředitele prvního učitelského ústavu ve Vídni. Vyučoval také hluchoněmé žáky, proto jeho příběh „Der Taubstumme” (Hluchoněmý) líčí problémy takto narozeného člověka. Dva chlapci Heinrich a Karl jsou uneseni Cikány. Heinrich je hluchoněmý a oba chlapci tedy prožívají různé osudy. Závěr knihy je věnován shledání s rodiči. Napsal celou řadu pedagogických spisů jako třeba „Die Kinderwelt. Anschauungs-, Erzähl- und Gesprächsstoff für Haus, Kindergarten und Schule“ (1886) a působil především jako spisovatel literatury pro mládež.
- Der Taubstumme
- Am Kamin - Plaudereien eines Großvaters mit seinem Enkel

V povídkách „Am Kamin - Plaudereien eines Großvaters mit seinem Enkel” (U krbu - klábosení dědečka s jeho vnukem) uvede čtenáře do děje obrázek z bitvy u Lipska. Dva ranění vojáci na pozadí zpustošené krajiny s padlými vojáky pravděpodobně malému čtenáři způsobí zaleknutí. Vnuk na podkladě stejného prožitku konstatuje, že vojáci musí být hrozní lidé. Mile vypodobněný dědeček vnukovi ale vysvětluje, že vojáci brání vlast. Vypráví mu, jak se zúčastnil bitvy národů a jak pyšně nosil císařskou uniformu. Kniha je určena především chlapcům a má je připravit na vlastenecké verbování v případě tažení do války.

### Adelheid Popp
Spisovatelka Adelheid Popp se narodila roku 1869 v Inzersdorfu v rodině Dworschak. Její otec byl těžkým pijanem, tyranizoval a šikanoval celou rodinu. Adelaide pocházela z patnácti dětí a deset jejích sourozenců zemřelo ještě v dětském věku. V šesti letech jí otec zemřel a v deseti musela do služby (služka, švadlena, dělnice). Ve třinácti těžce onemocněla, byla odvezena do nemocnice, kde podle jejích slov „přišla k rozumu”. V roce 1893 se provdala za Julia Poppa a měla s ním dvě děti. Julius Popp zemřel po devíti letech manželství. Adelaide se stala v roce 1918 členem výkonného výboru sociální demokracie, Rakouského parlamentu a městské rady ve Vídni. Až do své smrti v roce 1939 pracovala pro socialistické ženské hnutí. Její kniha „Die Jugend einer Arbeiterin” sice popisuje její strádající dětství a mládí, ale není sentimentálním příběhem životní mizérie. Příběh končí kapitolou „Die neue Frau“, kterou věnovala ženám a rodině.
- Die Jugend einer Arbeiterin

### Hermine Proschko
Hermine Proschko se narodila 29. července 1857 v Linci v Horním Rakousku. Její otec byl tehdy
známý spisovatel Franz Isidor Proschko. Vytvořila mnoho vynikajících literárních děl a byla čestnou členkou sdružení katolické mládeže "Mariahilf ve Vídni". Obdržela četná ocenění: rakouský zlatý záslužný kříž, zlatou medaili Ludvíka Bavorského pro vědu a umění (Bavorsko), velkou stříbrnou medaili Jeho císařské výsosti vévody Maxmiliána Bavorského a zrovna tak medaili Sdružení katolických spisovatelů a spisovatelek ve Vídni. Hermine Proschko nejprve studovala hudbu na vídeňské konzervatoři a teprve pak se věnovala literární tvorbě. V letech 1901-1903 publikovala své sebrané příběhy a básně ve čtyřech svazcích. Do roku 1887 vydávala ročenky v řadě „Jugendheimat“ (např. Jugendheimat. Jahrbuch für die Jugend zur Unterhaltung und Belehrung. Herausgegeben unter Mitwirkung vieler Jugendfreunde. X. Jahrgang 1886) a od roku 1891 „Jugendlaube“. Zemřela 3. května 1923.
- Habsburgs Herrscherfrauen. Ein Festgeschenk für Österreichs Jugend
- Der Halbmond vor Wien

V historickém díle „Habsburgs Herrscherfrauen” se Proschko věnovala životu 36 habsburských manželek. Dílo sahá od manželky Rudolfa I. až po ženu císaře Františka Josefa I. Knihu věnovala „vznešenému patronovi jejího mládí” císaři Františku Josefu I. Její dílo se tehdy stalo vyhledávaným narozeninovým dárkem pro mládež. Další autorčino historické vyprávění „Der Halbmond vor Wien” vyšlo v řadě „Universalbibliothek für die Jugend“. Hermine Proschko se v první části věnuje obléhání Turky v roce 1529 a podává podrobný popis událostí. Sultána Sulejmana I. zobrazuje jako spravedlivého, ale krutého vládce. Velitele rakouské obrany jako třeba hraběte Mikuláše ze Salmu líčí mládeži skrze rozličné příběhy. Druhá část popisuje obléhání Vídně v roce 1683. Spisovatelka představuje osobnosti: známého Velkého vezíra Karu Mustafu, vůdce turecké armády, ale i rakouské obránce Vídně - hraběte polního maršála Ernsta Rüdigera ze Starhembergu či bývalého starostu Vídně Johanna Andrease z Liebenbergu. Nechybí samozřejmě ani postava prince Evžena Savojského.

### Dr. Theodor Tupetz
Dr. Theodor Tupetz se narodil v roce 1852 v obci Fukov v severních Čechách. Studoval na gymnáziu v Chebu a v Plzni, na univerzitě v Praze dějiny, zeměpis a germanistiku, kde získal titul Dr. phil. Od roku 1888 byl ředitelem c. k. učitelského ústavu (Lehrerbildungsanstalt) v Trutnově (do roku 1922). Psal pedagogické knihy, učebnice dějepisu pro odborná učiliště, občanské školy a historické práce.
- Geschichte der österreichisch-ungarischen Monarchie Gebundene (1896)
- Bilder aus der Geschichte für Mädchenbürgerschulen (1893)
- Gindelys Lehrbuch der Allgemeinen Geschichte für die oberen Klassen der Gymnasien (1908)
- Bilder aus der Geschichte für Knabenbürgerschulen

Učebnice „Bilder aus der Geschichte für Knabenbürgerschulen” líčí dějiny národů v Orientu, dějiny Starověkého Říma a Starověkého Řecka, germánských národů, stěhování národů atd. V učebnici se věnuje nejen historickým událostem, ale i architektonickým slohům, vládě německých císařů nebo různým příběhům a pověstem.
„Die Sage berichtet, Leopold habe einst dem Kaiser Otto auf der Bärenjagd das Leben gerettet und zum Lohne dafür die Ostmark erhalten. Als nämlich ein gewaltiger Bär auf den Kaiser losgieng und dieser den Bogen spannen wollte, zerbrach der Bogen; aber Leopold, der dem Kaiser folgte, reichte ihm schnell seinen eigenen Bogen, und mit diesem erlegte Otto glücklich das gefährliche Tier. Den zerbrochenen Bogen schenkte Otto der Große seinem Retter zum Andenken und versprach ihm das nächste Land, welches frei werden würde.“

V pověsti se traduje, jak jednou při lovu na medvěda Leopold zachránil císaři Ottovi život. Císař se mu odvděčil a daroval mu za odměnu Ostmarku. Ve chvíli, kdy se na císaře vrhl medvěd a on se chystal napnout tětivu, luk se mu zlomil. Leopold, který císaře následoval, mu rychle podal svůj luk, s kterým se císaři podařilo nebezpečné zvíře skolit. Císař Otto pak věnoval tento zlomený luk svému zachránci na památku a slíbil mu napříště zemi, která se stane svobodnou. (překlad)
Bilder aus der Geschichte für Knabenbürgerschulen